# Godfrey Okoye
Godfrey Okoye (Ifite Kkpo, 19 dicembre 1915 – Enugu, 17 marzo 1977) è stato un vescovo cattolico nigeriano.

## Biografia
Ultimo degli otto figli di una coppia di notabili del posto, compì i primi studi ad Adazi presso i missionari spiritani e rimase in quella scuola come insegnante.
Nel 1933 entrò nel seminario di Onitsha, dove ebbe come direttore spirituale Cipriano Iwene Tansi, e il 27 luglio 1947 fu ordinato prete; nel 1950 iniziò il noviziato tra gli spiritani ed emise i voti in Irlanda nel 1951. Tornato in patria, fu parroco di St. Martin's ad Ihiala e poi rettore del seminario minore di All Hallows ad Onitsha.
Eletto vescovo di Port Harcourt nel 1961, allo scoppio della guerra civile in Nigeria fu costretto ad abbandonare la sua città vescovile. Partecipò al Concilio Vaticano II.
Nel 1970, terminata la guerra civile, fu trasferito alla sede vescovile di Enugu.
Fondò la congregazione delle Figlie del Divino Amore, per sostituire con religiose indigene le missionarie europee allontanate dalla Nigeria allo scoppio della guerra civile, e la pia unione degli Amici di Gesù, con l'intento di dare inizio a un monastero trappista da affiliare all'ordine dei cistercensi della stretta osservanza.
Morì nel 1977.

## Genealogia episcopale
La genealogia episcopale è:
- Cardinale Scipione Rebiba
- Cardinale Giulio Antonio Santori
- Cardinale Girolamo Bernerio, O.P.
- Arcivescovo Galeazzo Sanvitale
- Cardinale Ludovico Ludovisi
- Cardinale Luigi Caetani
- Cardinale Ulderico Carpegna
- Cardinale Paluzzo Paluzzi Altieri degli Albertoni
- Papa Benedetto XIII
- Papa Benedetto XIV
- Cardinale Enrico Enriquez
- Arcivescovo Manuel Quintano Bonifaz
- Cardinale Buenaventura Córdoba Espinosa de la Cerda
- Cardinale Giuseppe Maria Doria Pamphilj
- Papa Pio VIII
- Papa Pio IX
- Cardinale Alessandro Franchi
- Cardinale Giovanni Simeoni
- Cardinale Antonio Agliardi
- Cardinale Basilio Pompilj
- Cardinale Adeodato Piazza, O.C.D.
- Cardinale Sergio Pignedoli
- Vescovo Godfrey Okoye, C.S.Sp.